# Dasypops schirchi
Dasypops schirchi là một loài ếch trong họ Nhái bầu. Chúng là đại diện duy nhất của chi Dasypops. Chúng là loài đặc hữu của Brasil.
Các môi trường sống tự nhiên của chúng là rừng ẩm vùng đất thấp nhiệt đới hoặc cận nhiệt đới và đầm nước ngọt có nước theo mùa. Loài này đang bị đe dọa do mất môi trường sống.